# Emil Audero
Emil Audero, né le 18 janvier 1997 à Mataram dans les Petites îles de la Sonde occidentales en Indonésie, est un footballeur indonésien d'origine italienne qui évolue au poste de gardien de but à l'US Cremonese, en prêt du Como 1907.

## Biographie

### En club
Il joue dans les catégories jeunes de la Juventus. Il réalise son premier match avec les pros le 27 mai 2017, lors d'une victoire sur le terrain du Bologne FC. 
Le 8 juillet 2017, il est prêté au Venise FC, puis le 17 juillet 2018, à la Sampdoria.

### En sélection
Il évolue avec toutes les sélections des jeunes de l'Italie, des moins de 15 ans jusqu'aux espoirs. Il dispute son premier match avec les espoirs le 4 septembre 2017, en amical contre la Slovénie (victoire 4-1).

## Palmarès
- Champion d'Italie en 2017 avec la Juventus
- Champion d'Italie en 2024 avec l'Inter Milan